# 容昊
容昊（Yung Ho，2004年9月14日—），香港足球運動員，司職進攻中場，現時效力香港超級聯賽球隊冠忠南區。

## 球會生涯
2022年8月，容昊被傑志外借到冠忠南區，當屆即協助球會獲得菁英盃冠軍，他亦有份於決賽上場。
2023-24球季，容昊正式加盟冠忠南區。

## 榮譽
冠忠南區
- 香港菁英盃冠軍（2022–23, 2024–25）

## 外部連結
- 香港足球總會網頁球員註冊資料